# The Hindu
The Hindu é o principal jornal diário indiano em inglês, com uma circulação de 1,17 milhões de cópias. O Hindu é o terceiro maior jornal em inglês do país, em termos de circulação, depois do The Times of India e do Hindustan Times, e à frente do Economic Times; sua maior base de circulação está no Sul da Índia, especialmente em Tamil Nadu. Sua sede é um Chennai (antiga Madras), e era publicado semanalmente, até passar para a frequência diária em 1889.
The Hindu tornou-se, em 1995, o primeiro jornal indiano a oferecer uma versão online. Conta com 12 escritórios - Bangalore, Chennai, Coimbatore, Delhi, Hyderabad, Kochi, Madurai, Mangalore, Thiruvananthapuram, Tiruchirapalli, Vijayawada e Visakhapatnam. De acordo com o Indian Readership Survey de 2008 (Round 2), o Hindu tem uma base de leitores de 5,2 milhões.